# Rondeletia buxifolia
Rondeletia buxifolia es una planta con flores que pertenece al género Rondeletia, orden Gentianales, familia Rubiaceae.  Se trata de una especie considerada en peligro de extinción, pues su área de distribución natural actual es inferior a 17 km². Se encuentra en bosques de baja altitud de la Isla de Montserrat en el Caribe, su hábitat está desapareciendo debido a actividad volcánica, invasión por plantas no autóctonas y pastoreo de cabras y otros animales. El nombre común por el que se conoce es pribby.